# Asceles lineatus
Asceles lineatus är en insektsart som beskrevs av Ludwig Redtenbacher 1908. Asceles lineatus ingår i släktet Asceles och familjen Diapheromeridae. Inga underarter finns listade i Catalogue of Life.